# Buccellati (компания)
Buccellati Holding Italia — ювелирная и часовая компания. Основана в Милане в 1919 году. В современном виде существует с 2011 года с момента слияния двух существовавших ранее компаний, работавших под именем Buccellati.

## История
В 1919 году итальянский ювелир Марио Буччеллати (1891—1965) открыл первый бутик под собственным именем Mario Buccellati, выкупив фирму Beltramie Besnati, в которой начинал свою карьеру.
В 1965 году после смерти Марио семейный бизнес перешёл четырём из его пяти сыновей: под началом Лоренцо и Фредерико остались итальянские магазины, а Лука и Джанмария Буччеллати (1929—2015) приняли под свой контроль американское подразделение. Джанмария Буччеллати возглавил производство и творческую деятельность компании. В 1971 году он основал собственный бренд Gianmaria Buccellati.
В 2011 году две семейные ветви компании, работавшие ранее под брендами Mario Buccellati и Gianmaria Buccellati, подписали соглашение о слиянии, и с того момента существует единый бренд Buccellati.
С 2013 года бренд перешёл под управление итальянского инвестиционного фонда Clessidra. Компанию Buccellati возглавил сын Джамарии — Андреа Буччеллати (род. 1958). В 2014 году его дочь Лукреция Буччеллати (род. 1989), присоединилась к компании в качестве художника и креативного содиректора.
В декабре 2016 года китайский фонд Gansu Gangtai Holding Group выкупил 85 % акций Buccellati. Президентом и креативным директором Buccellati остаётся Андреа Буччеллати, его брат Джино Буччеллати возглавляет серебряное производство компании, сестра Мария-Кристина Буччеллати является PR-директором компании.
В 2019 году компания была куплена швейцарской группой Richemont.